# National Museum Cardiff
National Museum Cardiff (walisisk: Amgueddfa Genedlaethol Caerdydd) er et museum og kunstgalleri, der ligger i Cardiff, Wales. Museet er en del af museumsnetværket Amgueddfa Cymru – National Museum Wales. Adgang er gratis ved hjælp af støtte fra Wales' regering; dog beder museet om donationer fra besøgende.
Museets samlinger rummer botanik, kunst og brugskunst, geologi og zoologi. Den arkæologiske samling er blevet flyttet til St Fagans National Museum of History.
I 2011 blev det tidligere Glanely Gallery omdannet til Clore Discovery Centre, ved hjælp af midler fra Clore Duffield Foundation, som giver besøgende mulighed for at se museets omkring 7,5 millioner genstande, der normalt er på magasiner, inklusive insekter, fossiler og bronzealdervåben.